# Nudochernes lucifugus lucifugus
Nudochernes lucifugus lucifugus es una subespecie de arácnido  del orden Pseudoscorpionida de la familia Chernetidae.

## Distribución geográfica
Se encuentra en Uganda y Tanzania.